# Ophrys de l'Aveyron
Ophrys aveyronensis
Espèce
Statut CITES
L'Ophrys de l'Aveyron (Ophrys aveyronensis) est une espèce de plantes à fleurs de la famille des Orchidaceae (les orchidées). C'est une plante herbacée vivace trouvée en France et en Espagne.

## Répartition
L'Ophrys de l'Aveyron croit dans le sud du Massif central et sur le Causse du Larzac, ainsi que dans le nord de l'Espagne.

## Reproduction
Deux pollinisateurs ont été observés : Andrena hattorfiana et Volucella bombylans.

## Vulnérabilité
L'espèce est classée EN (En danger).